# راوخ
راوخ، روستایی در دهستان دهنه شیرین بخش مرکزی شهرستان بام و صفی‌آباد در استان خراسان شمالی ایران است.

### موقعیت
این روستا به مختصات طول جغرافیایی ۰۰ ۵۸ عرض جغرافیای ۵۰ ۳۶ و ارتفاع متوسط ۱۵۶۰ متر در ۱۸ کیلومتری شمال شرق شهر صفی آباد بالاتر از روستای عباس‌آباد قرار دارد.

#### وجه تسمیه
به دلیل اینکه لحظه طلوع آفتاب تمام رخ در مقابل خورشید قرار می‌گیرد راوخ نامیده می‌شود

##### تاریخچه روستا

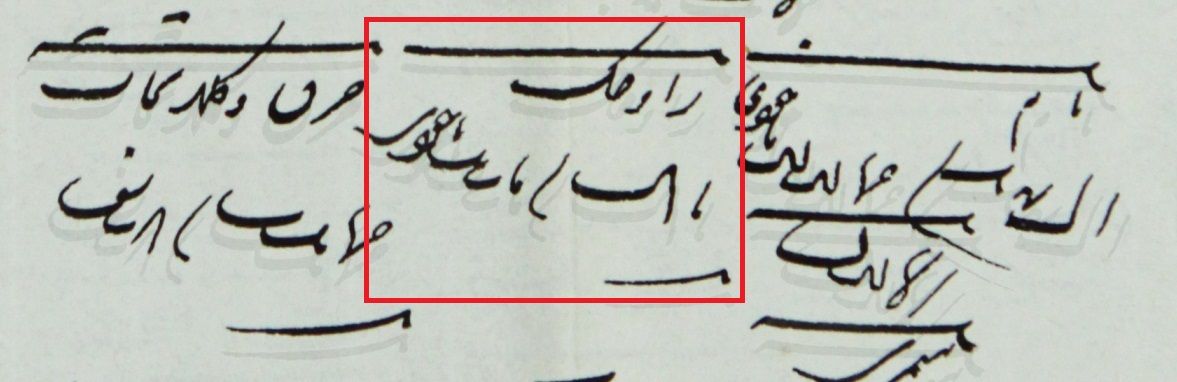
روستا راوخ در دوره ناصرالدین شاه درسال۱۳۱۴ ه‍.ق/۱۲۷۵ ش بانام راوخک از مهم‌ترین روستاهای ولایات بام و صفی‌آباد به‌شمار می‌رفته و اسم آن به عنوان یکی از روستاهای مالیات دهنده در صورت جمع و خرج ولایات مملکت خراسان سنه بیچی ئیل ذکر شده‌است

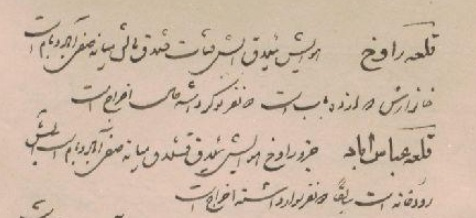
طبق نوشته کتابچه «بام و صفی‌آباد من محال ارض اقدس» دردوره قاجاریه (قرن ۱۳) «قلعه راوخ هوایش ئیلاق آبش قنات. قشلاق‌هایش میانه صفی‌آباد بام است.. خانوار دوازده باب است. دو نفر نوکر داشته اخراج است»

این روستا در زمان شاهزاده محمد تقی میرزای رکن الدوله در دوره ناصرالدین شاه درسال۱۳۱۴ ه‍.ق/۱۲۷۵ ش از مهم‌ترین روستاهای ولایات بام و صفی‌آباد به‌شمار می‌رفته و اسم آن به عنوان یکی از روستاهای مالیات دهنده در صورت جمع و خرج ولایات مملکت خراسان سنه بیچی ئیل ذکر شده‌است که زیر نظر رحیم آقا از حکام و خوانین منطقه بام بوده که مالیات آن به شرح ذیل می‌باشد:
طبق نوشته کتابچه «بام و صفی‌آباد من محال ارض اقدس» دردوره قاجاریه (قرن ۱۳) «قلعه راوخ هوایش ئیلاق آبش قنات. قشلاق‌هایش میانه صفی‌آباد بام است. . خانوار دوازده باب است. دو نفر نوکر داشته اخراج است».

## کوه‌ها
- کوه آمن نرد: این کوه باارتفاع ۲۰۸۱ متر در جنوب شرق.
- کوه تختالا : این کوه باارتفاع ۱۷۲۵متر در شمال غرب.
- کوه هزار دره: این کوه باارتفاع ۱۸۸۷ متر در جنوب شرق آبادی واقع گردیده‌است.[۳]

### قنات‌ها
آب راوخ از قنات تأمین می‌شود. قنات راوخ دارای طول ۱۰۰۰ متر است و دارای تعداد ۳۵میله چاه می‌باشد. عمقمادرچاه این قنات، ۲۰ متر. دبی این قنات ۲۵لیتر بر ثانیه است. اراضی تحت کشت این قنات ۵۰ هکتار می‌باشد.

## پوشش گیاهی روستا
پوشش گیاهی این روستا رامی توان با توجه به موقعیت جغرافیایی آن به دو قسمت کوهستانی و دشتی طبقه‌بندی کرد:

### پوشش گیاهی بخش کوهستانی
به غیر از درختان ارس که در بلندی‌های شاه جهان، و کوه شاه حسن و به‌طور پراکنده قابل مشاهده می‌باشد، اغلب از درختان پسته، انار، زبان گنجشک، زرشک، ارغوان و انجیر وحشی، بومادران، استاقدوس، قسنی، کتیرا، گون و غیره… تشکیل شده‌است.

#### پوشش گیاهی بخش دشتی

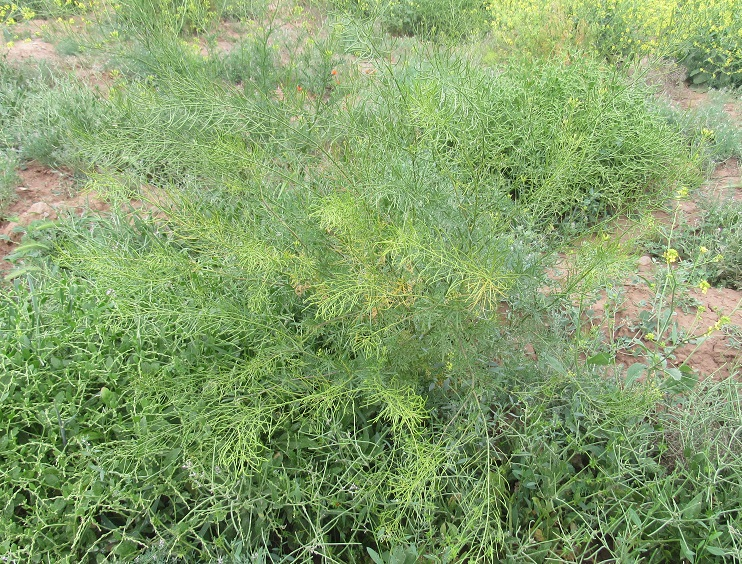
خاکشیر از پوشش گیاهی روستای راوخ

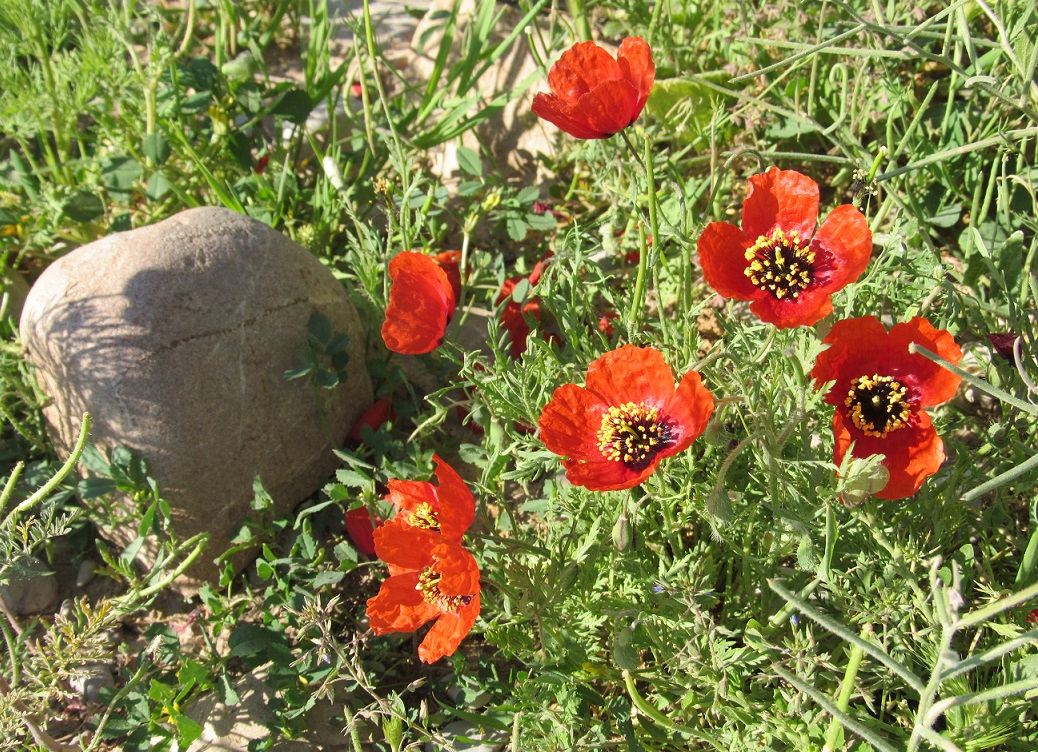
قیزگلی از پوشش گیاهی روستای راوخ

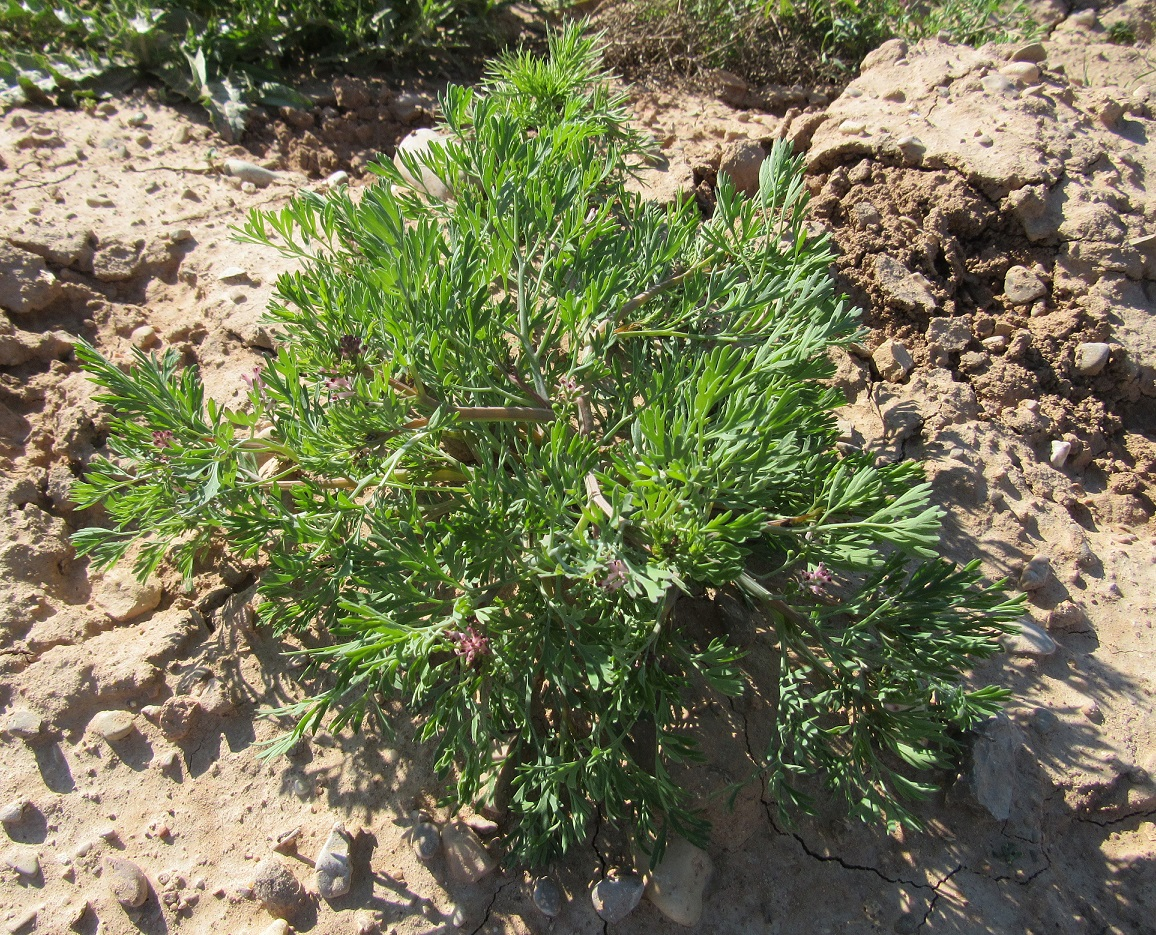
شاه تره از پوشش گیاهی در بخش دشتی روستای راوخ اسفراین

این بخش به دلیل قرار گرفتن در شرایط آب و هوایی گرم و داشتن زمین‌های رسی دارای گیاهانی چون پیاز کوهی، درمنه، خارشتر، بارهنگ، اسپند، قارچ، پونه، تلخه، تشکیل می‌دهد.

## محیط زیست وزندگی جانورشناسی روستا
جانورانی که در محیط زیست روستای راوخ زندگی می‌کنند شامل روباه، شغال، گرگ، گراز و انواع پرندگان مثل گنجشک، طوقی، کپک، زاغ، هدهد و کبوتر چاهی زندگی می‌کنند

## محصولات عمده زراعی روستا

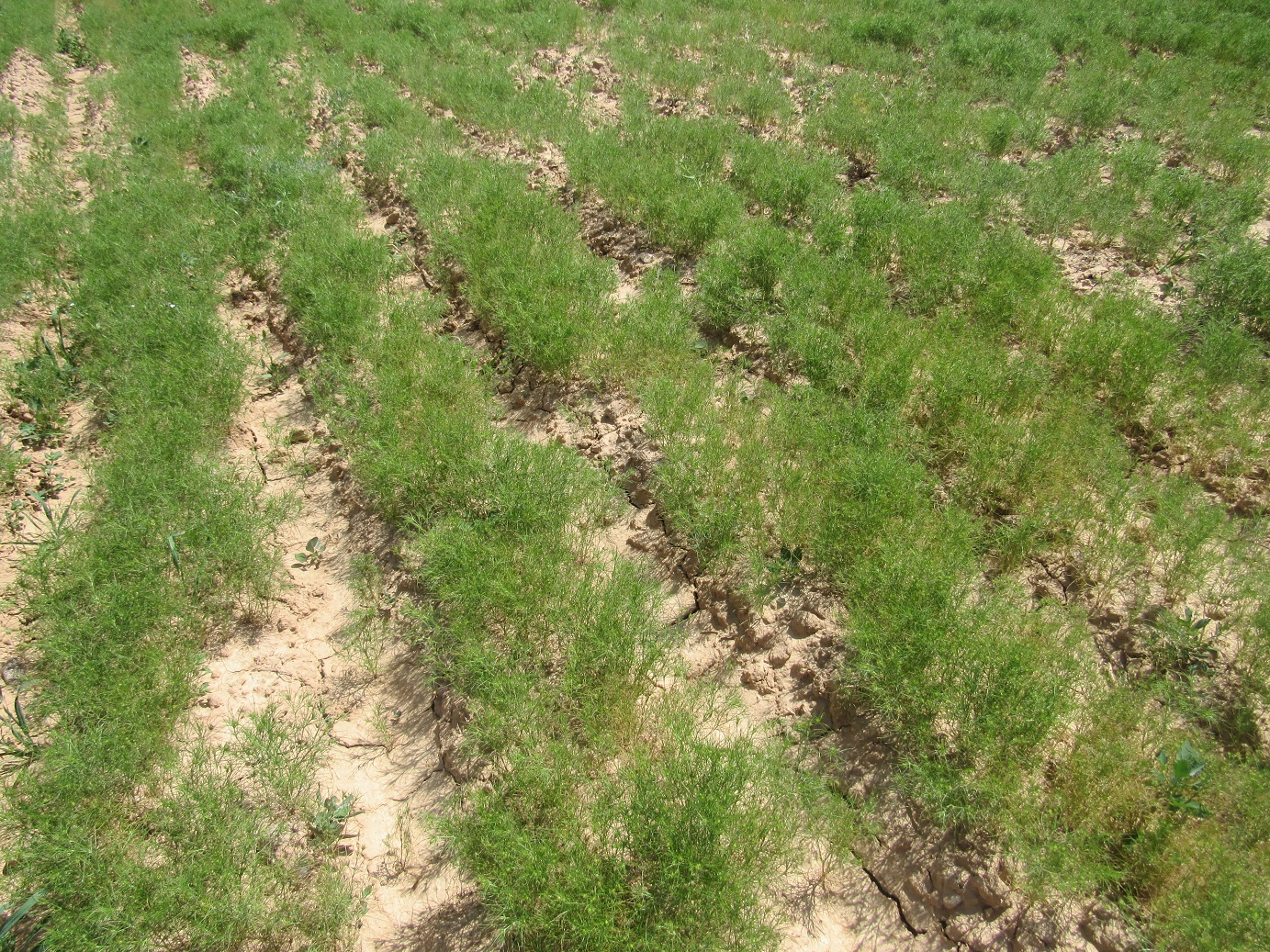
زیره از محصولات زراعی روستای راوخ

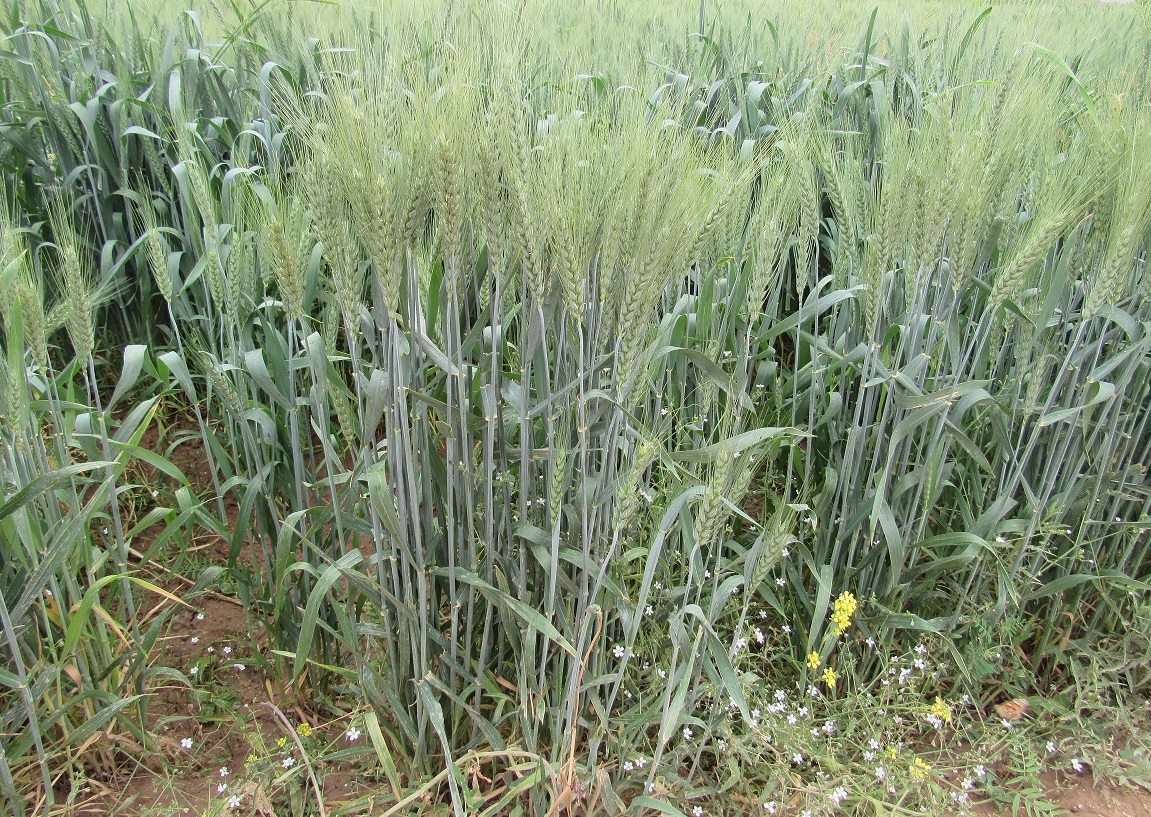
گندم از مهم‌ترین محصولات زراعی روستای راوخ

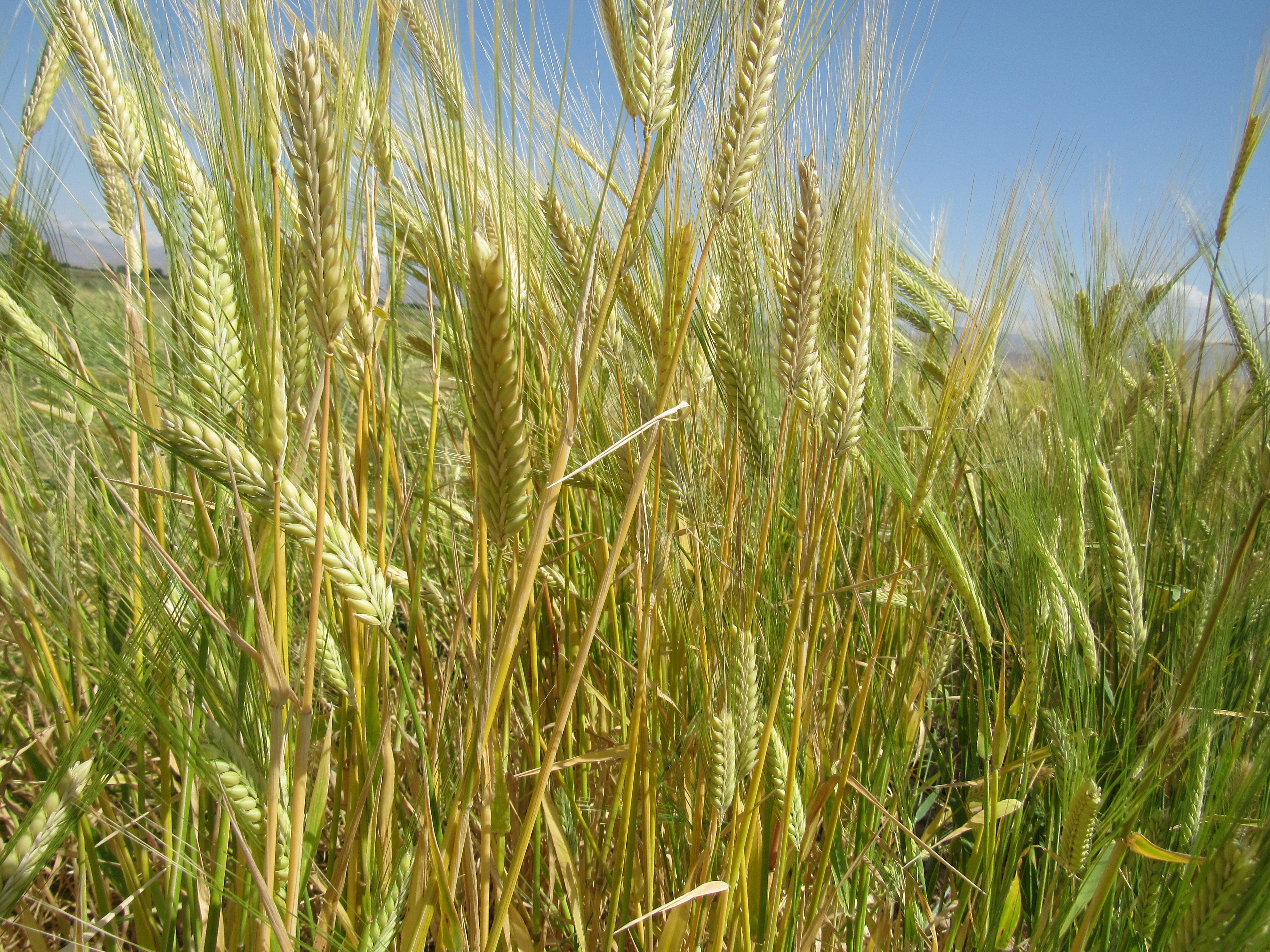
جو از محصولات زراعی روستای راوخ

مهم‌ترین محصولات زراعی این روستا گندم، جو، زیره و یونجه می‌باشد

## محصولات عمده باغی روستا
مهم‌ترین محصولات باغی این روستا بادام، زردآلو می‌باشد از دیگر محصولات باغی می‌توان به زردک مزرعه جهانی اشاره کرد که در دنیا منحصر به فرد می‌باشد

## امکانات روستا
مهم‌ترین امکانات این روستا عبارتند از :برق، گاز، تلفن، دبستان، مسجد، شورای اسلامی … می توان اشاره کرد.

### جمعیت
بر پایه سرشماری عمومی نفوس و مسکن در سال ۱۳۹۵، جمعیت این روستا برابر با ۱۴۲ نفر (۶۷ خانوار) بوده‌است.

### نژاد و زبان
مردم این روستا از نژاد ترک و تیره بغایری هستند. که در زمان حمله هولاکوخان به ایران از منطقه قراقوم ترکمنستان به این منطقه کوچ داده شدند و زبان آن‌ها ترکی است.

## مشاغل
مشاغل عمده روستا شامل: زراعت، باغداری، دامداری و کارگری است.

## جاذبه‌های گردشگری
- تپه راوخ ۱
- تپه راوخ ۲